# Interstate 25 (Colorado)
L'Interstate 25 au Colorado est un segment de l'Interstate 25, la principale autoroute nord-sud du centre-ouest des États-Unis. Cette autoroute, mieux connue globalement sous le nom de Pan-American Freeway, relie le sud du Nouveau-Mexique (Las Cruces) au nord du Wyoming, à Buffalo.
Au Colorado, elle est la seule autoroute nord-sud de l'état, et l'I-25 et l'I-70 sont les deux seules autoroutes inter-États de l'État du Colorado. L'Interstate 25 relie les villes de Pueblo, Colorado Springs, Denver et Fort Collins, du Nouveau-Mexique jusqu'au Wyoming, en étant la principale autoroute de toutes ces villes. Elle passe directement dans le centre de ces villes également. Cette section de l'Interstate 25 mesure 491 kilomètres, soit un peu plus de 300 miles (306 miles),.

## Tracé

### Nouveau-Mexique–Colorado Springs
L'Interstate 25 dans l'État du Colorado débute à la frontière entre l'État et le Nouveau-Mexique, sur le Raton Pass, situé à une altitude de 7834 pieds. Elle amorce ensuite sa descente vers la ville de Trinidad, situé au bas de la montagne. Les sorties 11 à 18 relient l'I-25 à Teinidad, la première ville qu'elle rencontre dans l'état. Par la suite, elle traverse une zone très isolée pour 25 miles, en courbant légèrement vers l'ouest, pour passer à l'est de Walsenburg entre les miles 49 et 52, où elle croise la U.S. Route 160 vers Alamosa et Monte Vista. Pour les 45 prochains miles, l'Interstate 25 traverse un territoire à nouveau isolé, mais passe tout de même près de Colorado City, à la hauteur du mile 74. Elle tourne d'ailleurs vers le nord-nord-est après la sortie 74, puis 20 miles plus au nord, elle atteint Pueblo, la troisième plus grande ville qu'elle traverse dans l'état.
Dans Pueblo, l'Interstate 25 possède plus de 12 échangeurs, alors qu'elle passe tout juste à l'est du centre-ville. Elle est située sur le territoire de la ville entre les miles 93 et 103, et la sortie 98B mène notamment vers le centre de Pueblo. Elle croise aussi la route 45 du Colorado, la route de contournement sud-ouest de Pueblo, ainsi que la U.S. Route 50, entre les sorties 100A et 101. 
Le territoire devient à nouveau isolé pour une trentaine de miles, tandis que cette fois, elle se dirige plein nord. Entre les miles 128 et 132, elle passe sur l'ouest du territoire de Fountain, en suivant la réserve militaire de Fort Carson. C'est au mile 135, dans les environs de Stratmoor Hills et Security-Widefield, qu'elle fait son entrée dans Colorado Springs, la deuxième plus grande ville du Colorado.

### Colorado Springs
Au mile 137, elle fait son entrée dans la ville par la porte du sud-est. Elle devient une autoroute beaucoup plus large alors que la ville devient beaucoup plus dense, au mile 140. Elle courbe vers l'ouest pour un mile, en croisant la U.S. Route 24 ainsi que la route 115 du Colorado, puis effectue une courbe à un peu plus de 90° vers le nord pour contouner le centre-ville par le sud-ouest. La sortie 142 mène d'ailleurs directement vers le centre de la ville, qui est la deuxième plus grande ville de l'état. Elle devient ensuite parallèle à la Business 25 entre les miles 142 et 148, en passant dans le nord de la ville, puis rejoint la U.S. Force Academy au mile 150. Toujours en multiplex avec les U.S. Routes 85 et 87, elle quitte la ville par le nord-ouest, en suivant la chaîne de montagnes Rampart.

### Colorado Springs-Denver
Elle quitte la ville de Colorado Springs par le nord, dans le secteur de Black Forest. Elle reste ensuite parallèle aux Rocheuses en se dirigeant toujours vers le nord pour 40 miles, en passant dans les villes de Monument et Castle Rock, dans les environs du mile 183. Elle continue vers le nord par la suite jusqu'au mile 194, où elle croise l'autoroute de contournement de Denver, la Express 470.

### Grand Denver

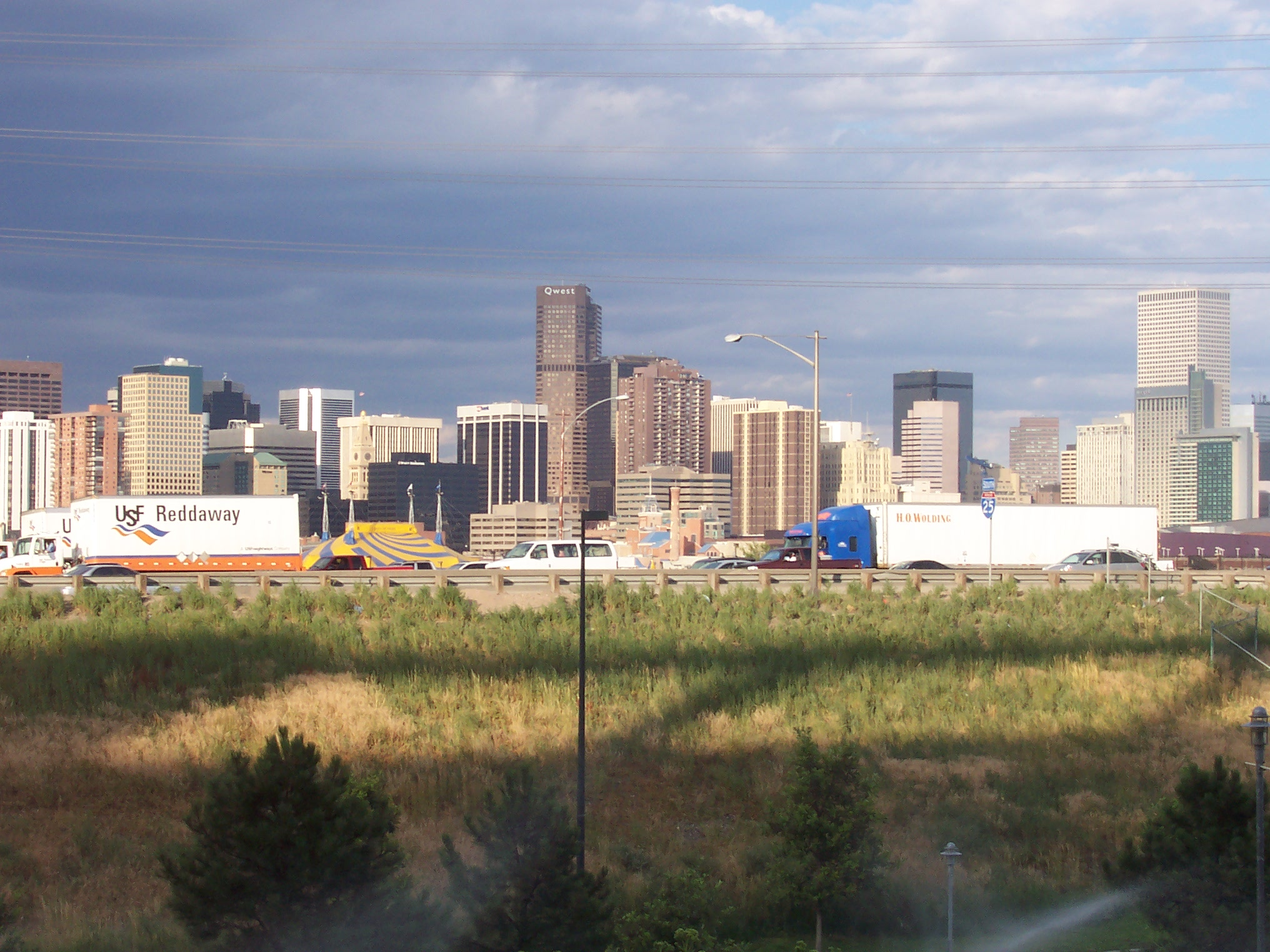
Le centre-ville de Denver, avec, en avant-plan, l'Interstate 25.

Elle entre dans le territoire du grand Denver dans Lone Tree, possédant un échangeur avec l'autoroute de contournement de Denver, l'Express-470 ou la route 470 du Colorado. Elle devient par la suite une autoroute beaucoup plus mepunrtée, alors qu'elle courbe légèrement vers l'ouest pour traverser Centennial et Greenwood Village entre les miles 194 et 199. Au mile 200, elle fait son entrée dans le territoire de la ville de Denver, en croisant l'Interstate 225, une autoroute d'évitement sud-est du centre-ville, menant vers Aurora entre autres. Elle continue ensuite vers le nord-ouest en possédant un échangeur à chaque mile, croisant notamment la U.S. Route 285 (Hampden Avenue) ainsi que la route 2, le Colorado Boulevard. Au mile 207, elle croise la Santa Fe Drive, la U.S. Route 85, puis courbe vers le nord pour contourner le centre-ville de Denver. Elle possède un vaste échangeur avec la U.S. Route 6, la 6th Avenue, au mile 209, ainsi qu'avec les avenues Alameda, Colfax (U.S. Route 40) et Speer. 2 miles au nord du centre-ville, elle possède un échangeur avec l'Interstate 70, l'autoroute principale ouest-est de l'État. Cet échangeur, communément appelé le Mousetrap ou trappe à souris, était autrefois très serré et dangereux, avant qu'il soit complètement rebâti.
Dans le secteur de Washington Village et de Welby, près du mile 216, elle croise l'Interstate 76 et la U.S. Route 36. La US 36 mène vers la I-270 est et éventuellement l'I-70 est vers l'aéroport international de Denver et Kansas City ou vers les banlieues nord-ouest de Denver tel que Westminster. L'I-76, quant à elle, mène vers le nord-est du Colorado et ultérieurement vers le Nebraska, tandis qu'en direction ouest, elle connecte à l'I-70 ouest vers les Rocheuses. 
Par la suite, l'Interstate 25 quitte la ville par le nord en traversant Thornton, la banlieue nord de Denver. Au mile 228, elle croise à nouveau l'autoroute de contournement de Denver (la E-470), pui se dirige vers le nord à travers les terres du nord du Colorado, vers le nord également.

### Denver-Wyoming
Pour les 50 prochains miles, l'I-25 ne possède presque aucun tournant, en se dirigeant plein nord. Elle passe à l'ouest de Longmont (mile 240), Loveland (mile 257) et Fort Collins (mile 269). Elle bifurque ensuite doucement vers le nord-nord-est pour le reste de son parcours dans le Colorado, jusqu'à Carr, à la frontière avec le Wyoming. La ville de Cheyenne, capitale du Wyoming, est située une dizaine de miles au nord de la frontière.

## Disposition des voies
Entre la frontière avec le Nouveau-Mexique et Colorado Springs, elle est une autoroute à 4 voies, et ce, même dans la ville de Pueblo. Entre les miles 138 et 150, elle est une autoroute à 6 voies alors qu'elle traverse Colorado Springs (3-3). Elle redevient une autoroute à 4 voies jusqu'au sud de Denver, où elle s'élargit subitement à 8 voies (4-4), et ce, pour toute la section dans Denver. De Denver jusqu'au Wyoming, elle est une autoroute normale à 4 voies (2-2) malgré le haut débit de trafic,.

## Aires de service
| Aires de services sur l'Interstate 25 au Colorado                  | Aires de services sur l'Interstate 25 au Colorado | Aires de services sur l'Interstate 25 au Colorado | Aires de services sur l'Interstate 25 au Colorado |
| Localisation                                                       | Mile                                              | Direction(s)                                      | Type                                              |
| ------------------------------------------------------------------ | ------------------------------------------------- | ------------------------------------------------- | ------------------------------------------------- |
| Trinidad                                                           | 12                                                | nord                                              |                                                   |
| El Moro                                                            | 20                                                | nord                                              |                                                   |
| Colorado City                                                      | 75                                                | sud                                               |                                                   |
| Pinon                                                              | 115                                               | nord et sud                                       |                                                   |
| Larkspur                                                           | 193                                               | nord et sud                                       |                                                   |
| Fort Collins                                                       | 267                                               | nord et sud                                       |                                                   |
| - Aire de repos avec commerces - Information touristique seulement |                                                   |                                                   |                                                   |

## Autoroute auxiliaire
La seule autoroute auxillaire de l'Interstate 25 dans le Colorado ainsi que dans tous les États-Unis est l'Interstate 225, une autoroute d'évitement sud-est du centre-ville de Denver. Elle relie l'I-25 à l'I-70 en traversant entre autres Aurora. Elle mesure 12 miles (19.3 kilomètres).

## Liste des sorties
| Liste des échangeurs de l'Interstate 25 au Colorado | Liste des échangeurs de l'Interstate 25 au Colorado | Liste des échangeurs de l'Interstate 25 au Colorado | Liste des échangeurs de l'Interstate 25 au Colorado   | Liste des échangeurs de l'Interstate 25 au Colorado                                                       | Liste des échangeurs de l'Interstate 25 au Colorado                                                                                  |
| Location / Ville                                    | Mile                                                | km                                                  | #                                                     | Intersection / Destinations                                                                               | Notes |
| --------------------------------------------------- | --------------------------------------------------- | --------------------------------------------------- | ----------------------------------------------------- | --- | --- |
| Raton PassFrontière Nouveau-Mexique–Colorado        | 0,00                                                | 0,00                                                | I-25 sud, Raton (NM), Santa Fe (NM), Albuquerque (NM) | I-25 sud, Raton (NM), Santa Fe (NM), Albuquerque (NM)                                                     | Extrémité sud de l'I-25 au Colorado; altitude de 7 834 pieds (2 388 m)                                                               |
|                                                     | 2,13                                                | 3,43                                                | 2                                                     | Wootton                                                                                                   | |
| 5,60                                                | 9,00                                                | 6                                                   | Gallinas                                              | | |
| 7,53                                                | 12,12                                               | 8                                                   | Springcreek                                           | | |
| 11,01                                               | 17,72                                               | 11                                                  | Santa Fe Trail, Starkville                            | | |
| Trinidad                                            | 13,00                                               | 20,92                                               | 13A                                                   | Van Buren Street                                                                                          | |
| Trinidad                                            | 13,31                                               | 21,42                                               | 13B                                                   | CO-12 ouest (Main Street), Jansen, Cokedale, Cuchara                                                      | |
| Trinidad                                            | 13,91                                               | 22,38                                               | 14                                                    | Commercial Street, Trinidad centre                                                                        | |
| Trinidad                                            | 14,86                                               | 23,91                                               | 15                                                    | CO-239 nord, US 160 est, Goddard Avenue, Kit Carson Trail, Kim                                            | extrémité sud du chevauchement avec la US 160                                                                                        |
|                                                     | 17,73                                               | 28,53                                               | 18                                                    | El Moro Road, El Moro                                                                                     | |
| 22,90                                               | 36,86                                               | 23                                                  | Hoehne Road                                           | | |
| 26,86                                               | 43,22                                               | 27                                                  | Ludlow, Model                                         | | |
| 30,46                                               | 49,03                                               | 30                                                  | Aguilar Road                                          | | |
| 34,09                                               | 54,86                                               | 34                                                  | Aguilar                                               | | |
| 40,49                                               | 65,15                                               | 41                                                  | Rugby Road, Pryor                                     | | |
| 41,93                                               | 67,48                                               | 42                                                  | Pryor                                                 | | |
| Walsenburg                                          | 49,00                                               | 78,86                                               | 49                                                    | I-25 Business nord, vers US 160 ouest, Walsenburg, Alamosa                                                | |
| Walsenburg                                          | 50,05                                               | 80,55                                               | 50                                                    | CO-10 est, US 160 ouest, La Junta, Walsenburg, Alamosa, Monte Vista                                       | extrémité nord du chevauchement avec la US 160                                                                                       |
|                                                     | 52,32                                               | 84,20                                               | 52                                                    | I-25 Business sud, CO-69 ouest vers US 160 ouest, Gardner, Westcliffe                                     | |
| 55,00                                               | 88,51                                               | 55                                                  | Airport Road                                          | | |
| 56,00                                               | 90,12                                               | 56                                                  | Redrock Road                                          | | |
| 58,72                                               | 94,51                                               | 59                                                  | Butte Road                                            | | |
| 60,08                                               | 96,70                                               | 60                                                  | Huerfano                                              | | |
| 64,05                                               | 103,07                                              | 64                                                  | Lascar Road                                           | | |
| 66,75                                               | 107,42                                              | 67                                                  | Apache City                                           | | |
| Colorado City                                       | 71,26                                               | 114,68                                              | 71                                                    | Graneros Road                                                                                             | |
| Colorado City                                       | 74,36                                               | 119,68                                              | 74                                                    | CO-165 ouest, Colorado City, Rye, San Isabel                                                              | |
|                                                     | 77,26                                               | 124,34                                              | 77                                                    | Abbey Road, Hatchet Ranch Road, Cedarwood                                                                 | |
| 83,46                                               | 134,31                                              | 83                                                  |                                                       | route sans nom                                                                                            | |
| 86,93                                               | 139,91                                              | 87                                                  | Verde Road                                            | | |
| 87,92                                               | 141,49                                              | 88                                                  | Burnt Mill Road                                       | | |
| 90,62                                               | 145,84                                              | 91                                                  | Stem Beach                                            | | |
| Pueblo                                              | 94,76                                               | 152,51                                              | 94                                                    | CO-45 nord (Pueblo Boulevard)                                                                             | |
| Pueblo                                              | 95,90                                               | 154,33                                              | 96                                                    | Minnequa Avenue, Indiana Avenue                                                                           | |
| Pueblo                                              | 96,67                                               | 155,58                                              | 97A                                                   | Central Avenue, Northern Avenue                                                                           | |
| Pueblo                                              | 97,44                                               | 156,82                                              | 97B                                                   | Abriendo Avenue                                                                                           | |
| Pueblo                                              | 97,69                                               | 157,21                                              | 98A                                                   | US 50 Business est (Santa Fe Drive), La Junta, Lombard Village                                            | |
| Pueblo                                              | 98,54                                               | 158,59                                              | 98B                                                   | Vers CO-96 et 1st Street, Pueblo centre-ville                                                             | |
| Pueblo                                              | 98,80                                               | 159,01                                              | 99A                                                   | Vers CO-96 et 1st Street                                                                                  | sortie sud et entrée nord seulement depuis la Bradford Avenue                                                                        |
| Pueblo                                              | 99,33                                               | 159,86                                              | 99B                                                   | 13th Street, Santa Fe Avenue                                                                              | |
| Pueblo                                              | 99,95                                               | 160,85                                              | 100A                                                  | US 50 est, La Junta, Baxter                                                                               | Vers le Pueblo Memorial Airport (PUB); extrémité sud du chevauchement avec la US 50                                                  |
| Pueblo                                              | 100,68                                              | 162,03                                              | 100B                                                  | 29th Street                                                                                               | |
| Pueblo                                              | 101,38                                              | 163,17                                              | 101                                                   | US 50 ouest, Pueblo West, Cañon City, Salida                                                              | extrémité nord du chevauchement avec la US 50                                                                                        |
| Pueblo                                              | 102,16                                              | 164,41                                              | 102                                                   | Eagleridge Boulevard                                                                                      | |
|                                                     | 103,89                                              | 167,20                                              | 104                                                   | Eden | |
| 106,07                                              | 170,71                                              | 106                                                 | Porter Draw                                           | | |
| Pueblo West                                         | 108,00                                              | 173,80                                              | 108                                                   | Purcell Boulevard, Bragdon, Pueblo West                                                                   | |
|                                                     | 110,23                                              | 177,41                                              | 110                                                   | Pinon | |
| 114,00                                              | 183,46                                              | 114                                                 | Young Hollow                                          | | |
| 115,83                                              | 186,41                                              | 116                                                 | County Line Road                                      | | |
| 118,84                                              | 191,25                                              | 119                                                 | Rancho Colorado Boulevard                             | | |
| 121,45                                              | 195,46                                              | 122                                                 | Pikes Peak International Raceway                      | | |
| 123,18                                              | 198,25                                              | 123                                                 |                                                       | route sans nom                                                                                            | |
| 124,56                                              | 200,46                                              | 125                                                 | Ray Nixon Road                                        | | |
| Fountain                                            | 127,86                                              | 205,77                                              | 128                                                   | US 85 nord, Fountain                                                                                      | extrémité nord du chevauchement avec la US 85 (depuis Las Cruces, NM)                                                                |
| Fountain                                            | 131,65                                              | 211,87                                              | 132AB                                                 | CO-16 (Mesa Ridge Parkway) vers la CO-21 (Powers Boulevard), Fort Carson, Fountain                        | numérotée 132A vers l'est (Fountain) et 132B vers l'ouest (Fort Carson)                                                              |
| Stratmoor Hills                                     | 135,26                                              | 217,68                                              | 135                                                   | CO-83 (Academy Boulevard), aéroport municipal de Colorado Springs (COS), Security-Widefield               | |
| Colorado Springs                                    | 137,75                                              | 221,69                                              | 138                                                   | Lake Avenue, Circle Drive                                                                                 | |
| Colorado Springs                                    | 138,74                                              | 223,28                                              | 139                                                   | US 24 est (Martin Luther King Jr. Bypass), Limon                                                          | extrémité sud du chevauchement avec la US 24                                                                                         |
| Colorado Springs                                    | 139,74–139,86                                       | 224,90–225,09                                       | 140                                                   | CO-115 (Nevada Avenue, Tejon Street), Colorado Springs, Cañon City                                        | |
| Colorado Springs                                    | 141,13                                              | 227,14                                              | 141                                                   | US 24 ouest, Manitou Springs, Pikes Peak                                                                  | extrémité nord du chevauchement avec la US 24                                                                                        |
| Colorado Springs                                    | 141,84                                              | 228,28                                              | 142                                                   | Bijou Street, COLORADO SPRINGS CENTRE-VILLE                                                               | |
| Colorado Springs                                    | 142,83                                              | 229,86                                              | 143                                                   | Uintah Street                                                                                             | |
| Colorado Springs                                    | 143,52                                              | 230,97                                              | 144                                                   | Fontanero Street                                                                                          | |
| Colorado Springs                                    | 144,62                                              | 232,74                                              | 145                                                   | Fillmore Street                                                                                           | |
| Colorado Springs                                    | 146,07                                              | 235,08                                              | 146                                                   | Garden of the Gods Road                                                                                   | |
| Colorado Springs                                    | 147,24–148,03                                       | 236,98–238,23                                       | 148                                                   | Nevada Avenue, Corporate Drive, Rockrimmon Boulevard                                                      | extrémité sud du chevauchement avec la US 85                                                                                         |
| Colorado Springs                                    | 148,83                                              | 239,51                                              | 149                                                   | Woodmen Road                                                                                              | |
| Colorado Springs                                    | 150,30                                              | 241,88                                              | 150                                                   | North Academy Boulevard                                                                                   | |
| Colorado Springs                                    | 151,66                                              | 244,07                                              | 151                                                   | Briargate Parkway                                                                                         | |
| Colorado Springs                                    | 152,89                                              | 246,06                                              | 153                                                   | CO-21 (Powers à Boulevard), InterQuest Parkway, Black Forest                                              | |
| Air Force Academy                                   | 155,93                                              | 250,94                                              | 156                                                   | North Gate Boulevard                                                                                      | |
|                                                     | 158,19                                              | 254,59                                              | 158                                                   | Baptist Road                                                                                              | |
| Monument                                            | 160,76                                              | 258,72                                              | 161                                                   | CO-105, Monument, Palmer Lake                                                                             | |
|                                                     | 163,32                                              | 262,84                                              | 163                                                   | County Line Road, Palmer Lake                                                                             | |
| 167,46                                              | 269,50                                              | 167                                                 | Greenland                                             | | |
| 171,82                                              | 276,51                                              | 172                                                 | Upper Lake Gulch Road                                 | | |
| 172,30                                              | 277,30                                              | 173                                                 | Larkspur                                              | sortie sud et entrée nord seulement                                                                       | |
| 173,79                                              | 279,69                                              | 174                                                 | Tomah Road                                            | | |
| Castle Rock                                         | 180,80                                              | 290,98                                              | 181                                                   | Plum Creek Parkway                                                                                        | |
| Castle Rock                                         | 181,85                                              | 292,66                                              | 182                                                   | Wilcox Street, Wolfensberger Road, Castle Rock centre                                                     | |
| Castle Rock                                         | 184,21                                              | 296,46                                              | 184                                                   | US 85 nord (Meadows Parkway), Sedalia // CO-86 est, Founders Parkway, Elizabeth, Franktown                | extrémité nord du chevauchement avec la US 85                                                                                        |
|                                                     | 186,93                                              | 300,84                                              | 187                                                   | Happy Canyon Road                                                                                         | |
| 188,48                                              | 303,33                                              | 188                                                 | Castle Pines Parkway                                  | | |
| Lone Tree                                           | 192,09                                              | 309,14                                              | 192                                                   | RidgeGate Parkway                                                                                         | échangeur ouvert le 20 mai 2009 |
| Lone Tree                                           | 192,99                                              | 310,58                                              | 193                                                   | Lincoln Avenue                                                                                            | |
| Lone Tree                                           | 194,31                                              | 312,71                                              | 194AB                                                 | CO-470 ouest, Express 470 est, Golden, Limon                                                              | autoroute de contournement de Denver; CO-470 à l'ouest, E-470 à l'est; échangeur à 4 niveaux                                         |
| Centennial                                          | 195,13                                              | 314,03                                              | 195                                                   | County Line Road                                                                                          | échangeur situé exactement à la frontière entre Lone Tree et Centennial                                                              |
| Centennial                                          | 196,14                                              | 315,65                                              | 196                                                   | Dry Creek Road                                                                                            | |
| Centennial                                          | 197,18                                              | 317,34                                              | 197                                                   | CO-88 est (Araphaoe Road), Foxfield                                                                       | extrémité sud du chevauchement avec la CO-88                                                                                         |
| Greenwood Village                                   | 198,29                                              | 319,12                                              | 198                                                   | Orchard Road                                                                                              | |
| Greenwood Village                                   | 199,38                                              | 320,87                                              | 199                                                   | CO-88 ouest (Belleview Avenue)                                                                            | extrémité nord du chevauchement avec la CO-88; dernière sortie avant l'entrée sur le territoire de Denver                            |
| Denver                                              | 200,09                                              | 322,01                                              | 200                                                   | I-225 nord, vers I-70 est, Aurora, Limon                                                                  | seule autoroute auxiliaire de l'I-25                                                                                                 |
| Denver                                              | 201,57                                              | 324,40                                              | 201                                                   | US 285 sud, CO-30 est (Hampden Avenue), Aurora                                                            | |
| Denver                                              | 202,64                                              | 326,11                                              | 202                                                   | Yale Avenue                                                                                               | |
| Denver                                              | 203,53                                              | 327,56                                              | 203                                                   | Evans Avenue                                                                                              | |
| Denver                                              | 204,03                                              | 328,36                                              | 204                                                   | CO-2 (Colorado Boulevard)                                                                                 | |
| Denver                                              | 205,05                                              | 330,00                                              | 205                                                   | University Boulevard                                                                                      | |
| Denver                                              | 205,91                                              | 331,39                                              | 206                                                   | Downing Street, Washington Street                                                                         | |
| Denver                                              | 206,96                                              | 333,08                                              | 207A                                                  | Lincoln Street, Broadway                                                                                  | |
| Denver                                              | 207,48                                              | 333,92                                              | 207B                                                  | US 85 sud (Santa Fe Drive)                                                                                | extrémité sud du chevauchement avec la US 85                                                                                         |
| Denver                                              | 207,64–207,99                                       | 334,16–334,72                                       | 208                                                   | CO-26 (Alameda Avenue)                                                                                    | en direction nord, sortie accessible via la sortie 207B                                                                              |
| Denver                                              | 209,21                                              | 336,69                                              | 209AB                                                 | US 6 (6th Avenue), Lakewood, Golden                                                                       | extrémité sud du chevauchement avec la US 6; numérotée 209A vers l'est (Denver) et 209B vers l'ouest (Lakewood, Golden)              |
| Denver                                              | 209,47                                              | 337,12                                              | 209C                                                  | 8th Avenue                                                                                                | |
| Denver                                              | 210,31                                              | 338,46                                              | 210A                                                  | US 40 (Colfax Avenue), I-70 Business et US 287, Denver Centre-Ville                                       | principal accès au centre-ville de Denver depuis la I-25 nord                                                                        |
| Denver                                              | 210,41                                              | 338,63                                              | 210C                                                  | Auraria Parkway                                                                                           | sortie nord et entrée sud seulement                                                                                                  |
| Denver                                              | 210,53                                              | 338,81                                              | 210B                                                  | 17th Avenue, 20th Avenue                                                                                  | en direction nord, accessible via la sortie 211                                                                                      |
| Denver                                              | 211,10                                              | 339,74                                              | 211                                                   | 23rd Avenue                                                                                               | |
| Denver                                              | 211,46                                              | 340,31                                              | 212AB                                                 | Speer Boulevard, Denver Centre-Ville                                                                      | principal accès au centre-ville de Denver depuis la I-25 sud; numérotée 212A vers l'est (centre-ville) et 212B vers l'ouest (Denver) |
| Denver                                              | 212,09                                              | 341,33                                              | 212C                                                  | 20th Street                                                                                               | |
| Denver                                              | 212,76                                              | 342,41                                              | 213                                                   | Park Avenue, 38th Avenue W.                                                                               | |
| Denver                                              | 213,62–213,73                                       | 343,79–343,98                                       | 214A                                                  | I-70, US 6 est, US 85 nord, Grand Junction, Limon, Kansas City (KS)                                       | extrémité nord du chevauchement avec la US 6/US 85; échangeur surnommé le mousetrap                                                  |
| Welby                                               | 213,96                                              | 344,34                                              | 214B                                                  | 48th Avenue                                                                                               | sortie sud seulement |
| Welby                                               | 215,24                                              | 346,40                                              | 215                                                   | 58th Avenue                                                                                               | |
| Welby                                               | 216,30–216,39                                       | 348,10–348,25                                       | 216AB                                                 | I-76, vers I-70 ouest et I-80 est, Grand Junction, Utah, Fort Morgan, Julesburg, Lincoln (NE), Omaha (NE) | numérotée 216A vers l'est (Nebraska) et 216B vers l'ouest (I-70, Grand Jct.)                                                         |
| Welby                                               | 216,77                                              | 348,87                                              | 216B                                                  | 70th Avenue                                                                                               | sortie nord et entrée sud |
| Welby                                               | 217,00                                              | 349,23                                              | 217AB                                                 | I-270 est, US 36 ouest, Limon, Aurora, Westminster, Boulder                                               | numérotée 217A vers l'est (Limon) et 217B vers l'ouest (Westminster, Boulder); I-270 à l'est, US 36 à l'ouest de l'échangeur         |
| Thornton                                            | 218,46                                              | 351,58                                              | 219                                                   | 84th Avenue, Federal Heights                                                                              | |
| Thornton                                            | 219,81                                              | 353,75                                              | 220                                                   | Thornton Parkway, Federal Heights                                                                         | |
| Northglenn                                          | 221,02                                              | 355,70                                              | 221                                                   | CO-44 (104th Avenue), Northglenn, Thornton                                                                | |
| Northglenn                                          | 223,04                                              | 358,96                                              | 223                                                   | CO-128 ouest (120th Avenue)                                                                               | |
| Westminster                                         | 225,00                                              | 362,10                                              | 225                                                   | 136th Avenue                                                                                              | |
| Westminster                                         | 226,08                                              | 363,84                                              | 226                                                   | 144th Avenue                                                                                              | |
| Broomfield                                          | 227,74                                              | 366,52                                              | 228                                                   | Express 470 (Northwest Parkway), Limon, Lafayette, Boulder                                                | |
| Broomfield                                          | 229,10                                              | 368,71                                              | 229                                                   | CO-7 (160th Avenue), Brighton, Lafayette                                                                  | |
|                                                     | 232,09                                              | 373,51                                              | 232                                                   | 8 Road, Dacono, Erie                                                                                      | |
| 235,11                                              | 378,37                                              | 235                                                 | CO-52, Dacono, Frederick, Fort Lupton, Niwot          | | |
| 240,11                                              | 386,42                                              | 240                                                 | CO-119 ouest, Longmont, Boulder                       | | |
| 243,14                                              | 391,30                                              | 243                                                 | CO-66, Longmont, Lyons, Platteville                   | | |
| Mead                                                | 245,21                                              | 394,63                                              | 245                                                   | Mead | |
| Johnstown                                           | 250,24                                              | 402,72                                              | 250                                                   | CO-56 ouest, Berthoud                                                                                     | |
|                                                     | 252,26                                              | 405,97                                              | 252                                                   | CO-60 est, Johnstown, Milliken                                                                            | |
|                                                     | 254,21                                              | 409,12                                              | 254                                                   | CO-60 ouest, Campion                                                                                      | |
| 255,27                                              | 410,82                                              | 255                                                 | CO-402 ouest, Loveland                                | | |
| loveland                                            | 257,30                                              | 414,09                                              | 257                                                   | US 34, Greeley, Loveland                                                                                  | |
| loveland                                            | 259,30                                              | 417,31                                              | 259                                                   | Crossroads Boulevard, aéroport de Loveland-Fort Collins                                                   | |
|                                                     | 262,29                                              | 422,12                                              | 262                                                   | CO-392, Windsor, Fort Collins, Lucerne                                                                    | |
| Fort Collins                                        | 265,31                                              | 426,98                                              | 265                                                   | Harmony Road                                                                                              | |
| Fort Collins                                        | 268,47                                              | 432,06                                              | 268                                                   | Prospect à Road                                                                                           | |
| Fort Collins                                        | 269,37–269,57                                       | 433,50–433,83                                       | 269AB                                                 | CO-14, Fort Collins, Ault, Sterling                                                                       | numérotée 269A vers l'est (Ault) et 269B vers Fort Collins (l'ouest)                                                                 |
| Fort Collins                                        | 271,37                                              | 436,73                                              | 271                                                   | Mountain Vista Drive                                                                                      | |
| Wellington                                          | 277,88                                              | 447,21                                              | 278                                                   | CO-1 sud, Wellington, Nunn                                                                                | |
|                                                     | 281,33                                              | 452,77                                              | 281                                                   | Owl Canyon Road                                                                                           | |
| 287,55                                              | 462,76                                              | 288                                                 | Buckeye Road                                          | | |
| 292,58                                              | 470,86                                              | 293                                                 | Carr                                                  | | |
| Frontière Colorado-Wyoming                          | 300,00                                              | 481,00                                              | I-25 nord, Cheyenne                                   | I-25 nord, Cheyenne                                                                                       | Extrémité nord de l'I-25 au Colorado                                                                                                 |
| Chevauchement Échangeur incomplet                   |                                                     |                                                     |                                                       | | |